# Kraussaria
Kraussaria es un género de saltamontes de la subfamilia Cyrtacanthacridinae, familia Acrididae. Este género se distribuye en África.

## Especies
Las siguientes especies pertenecen al género Kraussaria:
- Kraussaria angulifera (Krauss, 1877)
- Kraussaria corallinipes (Karsch, 1896)
- Kraussaria deckeni Kevan, 1955
- Kraussaria dius (Karsch, 1896)
- Kraussaria prasina (Walker, 1870)